# Wendy O. Williams
Wendy Orlean Williams, känd som Wendy O. Williams, född 28 maj 1949 i Webster i Monroe County, New York, död 6 april 1998 i Storrs, Connecticut, var en amerikansk sångerska i punkbandet the Plasmatics som blev mer kända för sina vilda scenframträdanden än för sin musik. Williams nominerades 1985 till en Grammy för bästa kvinnliga rocksångare. 
Williams begick självmord 1998. Hon hittades nära sitt hem där hon skjutit sig själv med ett jaktgevär. På Motörheads livealbum, Everything Louder Than Everyone Else (1999), kan man höra Lemmy Kilmister tillägna Williams en av bandets sånger - "No Class".

## Diskografi

### Med the Plasmatics
- "Butcher Baby"/"Fast Food Service (Live)"/"Concrete Shoes (Live)" (singel, 1978)
- Meet The Plasmatics (EP, 1979)
- "Dream Lover"/"Corruption/Want You Baby" (singel, 1979)
- "Butcher Baby"/"Tight Black Pants (Live)" (singel, 1980)
- Butcher Baby EP (EP, 1980)
- "Monkey Suit"/"Squirm (Live)" (singel, 1980)
- New Hope For The Wretched (LP, 1980)
- Beyond The Valley Of 1984 (LP, 1981)
- Metal Priestess (EP, 1981)
- Coup D'Etat (LP, 1982)
- Maggots: The Record (LP, 1987)
- Coup De Grace (LP, 2000)
- Put Your Love In Me: Love Songs For The Apocalypse (LP, 2002)
- Final Days: Anthems For The Apocalypse (LP, 2002)

### Solo
- "Wendy and Lemmy" (singel, 1982)
- W.O.W. (LP, 1984) med låten "It's My Life"
- "It's My Life"/"Priestess" (singel, 1984)
- Fuck 'N' Roll (Live) (EP, 1985)
- Kommander Of Kaos (LP, 1986)
- Deffest And Baddest(LP, 1987)
- Fuck You!!! And Loving It: A Retrospective (LP, 1988)